# CHiPs (film)
CHiPs è un film del 2017 scritto, diretto ed interpretato da Dax Shepard.
La pellicola è l'adattamento cinematografico dell'omonima serie televisiva degli anni settanta-ottanta. Nel cast principale, oltre a Shepard, troviamo Michael Peña, Adam Brody, Vincent D'Onofrio, Maya Rudolph e Kristen Bell.

## Trama
L'agente dell'FBI Castillo entra sotto copertura nei CHiPs con il nome di Francis Poncharello: ci sono le prove della corruzione di un poliziotto di alto livello, che si sospetta essere implicato in un giro di rapine a furgoni portavalori, che vengono assaliti in autostrada lungo il loro tragitto. Viene messo in coppia con Jonathan "Jon" Baker, un poliziotto strampalato, profondo conoscitore delle moto e abile centauro (è un ex motociclista acrobatico) e dotato, anche se non sembra, di un grande spirito di osservazione e acume. Dopo le incomprensioni iniziali dovute ai diversi caratteri, i due stringono amicizia e iniziano le loro indagini, che portano al tenente Ray Kurtz. Messo alle strette, il poliziotto corrotto fugge dopo una rapina e investe Baker ferendolo gravemente. Nella sparatoria che ne segue muore il figlio di Kurtz che rapisce Karen, la ex moglie di Baker, per rappresaglia. Ponch, per salvare l'amico, interrompe l'inseguimento e chiede all'elicottero di appoggio di atterrare per portare Jon in ospedale: gli salva la vita, ma viene licenziato dall'FBI per aver fatto scappare Kurtz. Per catturare il fuggitivo, chiede di prestare giuramento come poliziotto e riprende le indagini con Jon, che intanto è stato dimesso. I due amici accorrono per salvare Karen: la liberano e Kurtz rimane ucciso, portando così alla chiusura dell'indagine.

## Produzione
Il 2 settembre 2014 la Warner Bros. annuncia di aver ingaggiato Dax Shepard come regista, sceneggiatore ed attore per portare al cinema il film basato sulla serie televisiva; il ruolo di Jon Baker viene assegnato allo stesso Shepard, mentre quello di Frank 'Ponch' Poncherello viene assegnato a Michael Peña. Vincent D'Onofrio il 26 maggio 2015 viene scelto come antagonista, uno spietato capobanda coinvolto in furti a furgoni portavalori. Il 16 settembre entra a far parte del cast Adam Brody, due giorni dopo Kristen Bell, il 30 settembre Jessica McNamee, il 10 novembre Jane Kaczmarek e il 4 marzo 2016 Ryan Hansen.
Il budget del film è stato di 25 milioni di dollari.

### Riprese
Le riprese del film iniziano il 21 ottobre 2015 a Los Angeles, in California.

### Cameo
Nel film appare Erik Estrada, protagonista della serie televisiva originale.

## Promozione
Il primo trailer del film viene diffuso l'11 gennaio 2017.

## Distribuzione
La pellicola è stata distribuita nelle sale cinematografiche statunitensi a partire dal 24 marzo 2017, anche se in origine venne scelto di distribuirlo a partire dall'11 agosto 2017, mentre in Italia è arrivato dal 20 luglio dello stesso anno.

### Divieti
Negli Stati Uniti il film è stato vietato ai minori di 17 anni per la presenza di "contenuto sessuale, nudità, linguaggio scurrile, violenza e uso di droghe".

## Accoglienza

### Critica
Il film ottiene recensioni negative dalla critica; sul sito Rotten Tomatoes ottiene solo il 17% delle recensioni professionali positive, con un voto medio di 3,6 su 10.
Nell'edizione dei Razzie Awards 2017 il film vince il premio speciale Barry L. Bumsted Award per il film col peggior rapporto budget / incasso.

### Incassi
La pellicola ha incassato 18,6 milioni di dollari negli Stati Uniti e 8,2 nel resto del mondo, per un totale di 26,8 milioni al botteghino mondiale.

## Riconoscimenti
- 2017 - Golden Trailer Awards
  - Candidatura per il miglior poster per un film commedia